# 21 cm Mrs 16
21 cm Mörser 16 (також «Lange Morser» — «Довга мортира») — німецька, часів Першої світової війни, важка мортира калібру 211 мм. Розроблена на підприємстві «Friedrich Krupp AG» та вироблялася на власному заводі у місті Ессен із 1916 року. Головна бойова задача — знищення добре укріплених позицій, в першу чергу фортифікаційних споруд. Брала участь у бойових діях під час двох світових війн.

## Технічні характеристики та особливості конструкції
Ствол складався з труби та кожуху. Замикання каналу ствола здійснювалося горизонтальним клиновим затвором. Система мала гідравлічні гальма відкату та гідропневматичний накатник.
Лафет рухомий, колісний. Колеса зроблені зі сталі, з внутрішнього боку змонтовано диск для пересування по напрямних. Оснащувалися обрамленими для жорсткості металевою рамкою широкими дубовими пластинами для зменшення тиску на ґрунт.
Із 1916 року, на початку бойового застосування, 21 cm Mörser 16 транспортувалася в розібраному стані (лафет та ствол на окремомих візках) двома частинами кінською тягою, а після модернізацій за допомогою тягачів або автомобілів. Допускалося перевезення мортири у бойовому (нерозібраному) стані на невеликі відстані. Для перевезення зазвичай використовували кінну тягу, проте в 1917 році з'явилася можливість застосовувати і механічну тягу — був розроблений та запроваджений у виробництво артилерійський тягач «Krupp-Daimler» з бензиновим двигуном потужністю 100 к.с. За власної маси 8000 кг цей тягач міг буксирувати візки загальною масою 10 000 кг з максимальною швидкістю 36 км/год. Для транспортування мортиру розділяли на дві частини — ствольний візок та лафетний візок. Під час переведення мортири в похідне положення ствол відтягували назад та кріпили на станині. Хоботова частина станини встановлювалася на передок зі сталевими колесами, які, в свою чергу, з'єднувалися зі зчіпним пристроєм тягача. Оскільки такий тягач міг буксирувати мортиру в зібраному вигляді, фірма «Friedrich Krupp AG» розробила її варіант, спеціально призначений для візки механічною тягою з великою швидкістю. При цьому зберігалася можливість транспортування мортири у вигляді двох візків з використанням кінної тяги.
Обслуга складалася з 14-15 вояків. Для захисту від ураження відламками та кулями мортиру обладнано великим з'йомним щитом.

### Тактико-технічні характеристики

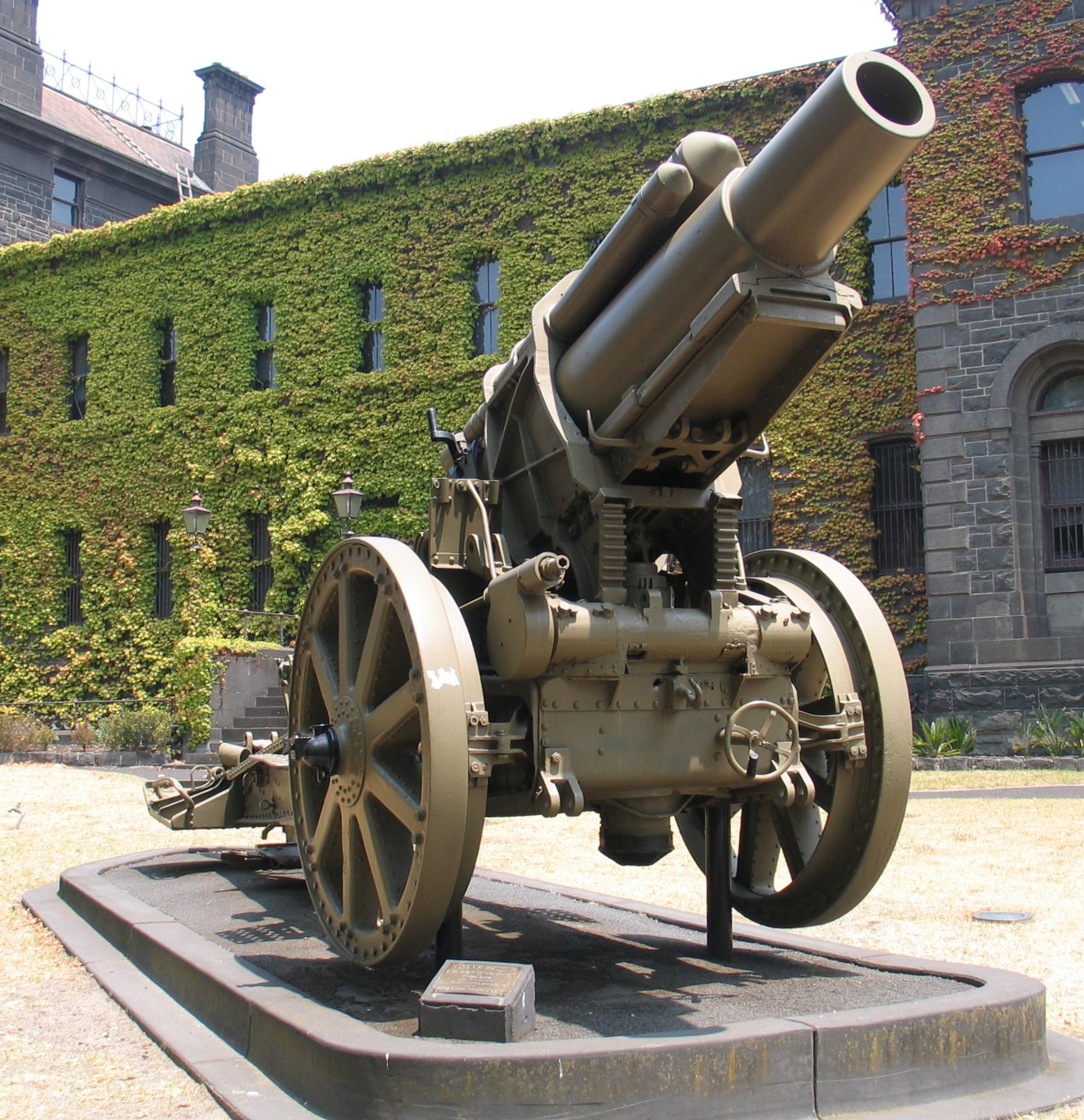
Попередня модель — важка мортира
21 cm Mörser 10, з довжиною ствола у 12 клб

• Калібр — 211 мм (8,3″)
- Початкова швидкість снаряду:
390 м/с за ваги снаряда 120 кг
393 м/с за ваги снаряда 113 кг[4]

• Максимальна дальність пострілу:
 10 200 м за ваги снаряда 120 кг
 11 100 м за ваги снаряда 113 кг
• Прицільна дальність пострілу — км Інформація відсутня
• Висота лінії вогню — 1600 мм
• Скорострільність — близько одного пострілу за дві хвилини
• Дульна енергія (швидкість) — Дж Інформація відсутня
• Кут підвищення (ВН) — +6°/+70°
• Кут повороту (ГН) — ±4°
• Довжина ствола — 3063 мм (14,5 клб)
• Довжина труби (каналу ствола) — 2675 мм
• Довжина нарізної частини — 2296 мм
• Кількість нарізів — 64
• Глибина нарізу — 1,5 мм
• Ширина нарізу — 3,5 мм
• Ширина поля — 6,85 мм
• Вага ствола с затвором — 2778—2800 кг
• Довжина камори — 317 мм
• Об'єм камори — 11,6 л
• Вага у бойовому положенні — 9220 кг
• Вага у похідному положенні — 8900 кг

• Швидкість транспортування (пересування) по шосе:
у похідному положенні (в розібраному стані) — 7—8 км/год, після модернізації 20 км/год
у бойовому положенні — 4—5 км/год

### Боєприпаси
Виробником боєприпасів було підприємство «Patronenfabrik Karlsruhe» (Карлсруе).
Боєкомплект — дев'ять зарядів. Змінний заряд складався з пакета № 1 та восьми різновагових пучків. Заряджання роздільно-гільзове. Гільза латунна або сталева латунізована. Довжина гільзи 232,5 мм (9,15″), діаметр фланцю 236,2 мм (9,30″), вага — 5,50 кг. Після модернізації 1934—1935, на додаток до фугасного снаряду у боєкомплект мортири ввели також бетонобійний снаряд масою 121,4 кг.
Номенклатура боєприпасів
Джерело: «Бог війни Третього Рейху» / Широкорад О. Б. — М.: АСТ, 2003. ISBN 5-17-015302-3, стор. 358—359
| Тип снаряду                                       | Німецьке позначення | Вага снаряду, кг | Довжина снаряду, мм | Вага вибухової речовини, мм | Детонатор |
| ------------------------------------------------- | ------------------- | ---------------- | ------------------- | --------------------------- | --------- |
| Відламково-фугасна граната зразка 18              | 21 cm Gr.18         | 113              | 972                 | 17,35                       | 1         |
| Відламково-фугасна сталева лита граната зразка 18 | 21 cm Gr.18 Stg     | 113              | 875                 | 15,34                       |           |
| Фугасна граната зразка 17                         | 21 cm Gr.17         | 120              | 803                 | 13,3                        | 2         |
| Фугасна модернізована граната зразка 17           | 21 cm Gr.17 umg     | 120              | 806                 | 13,1                        | 2         |
| Бетонобійний снаряд зразка 18                     | 21 cm Gr.18 Be      | 121,4            | 928                 | 12,0                        | 2         |

1. Головний; миттєвої та інерційної дії, або механічної подвійної інерційної та ударної дії
2. Донний, інерційної дії

## Історія створення та виробництва
Під час Першої світової війни німці розпочали роботи по розробці модернізованої версії мортири 21 cm Mörser 10, з якою вони розпочали компанію. Головним завданням було збільшення дальності стрільби та потужності вибуху снаряду. У 1916 з'явилася нова артилерійська система, що отримала назву «21 cm Mörser 16», яку ще називали — «подовжена» (за рахунок збільшення довжини ствола з 12,0 до 14,5 калібрів). Окрім збільшення довжини ствола, на мортиру було встановлено щит, та інші удосконалення. У 1917 мортиру модернізували — пристосували для буксирування тягачем або автомобілями. У 1934—1935 проведена чергова модернізація — з мортири знято щит, візка в розібраному стані замінена на візку в нерозібраному. Також було встановлено ресори на ходову частину, вдосконалено причіпні пристрої та колеса нового зразка з литими гумовими ободами, що збільшило швидкість візки — з 7—8 до 20 км/г.
Для заміни 21 cm Mörser 16 фірма Круппа створила нову мортиру — 21 cm Mörser 18, що була прийнята на озброєння у 1936.

## Бойове застосування

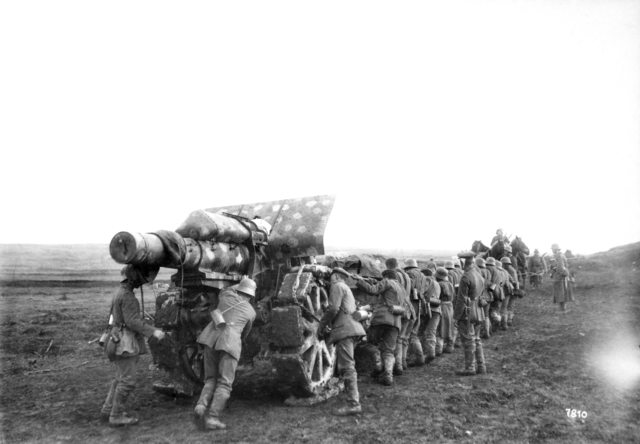
Пересування мортири в бойовому положенні. Ам, Франція, березень 1918

### Перша світова війна
21 cm Mörser 16 брала участь у військових діях, як на Західному, так і на Східному фронтах Першої світової війни.
Після війни у німецької армії було близько 70 артилерійських батарей обладнаних 21 cm Mörser 16. За умовами Версальського договору, Німеччині було дозволено залишити дві 21 cm Mörser 16, тому остання у 1918—1919 продає дванадцять цих мортир Швеції (простояли на озброєнні у шведський армії по 1950).

### Друга світова війна
Станом на 1 вересня 1939 у Вермахті було 27 одиниць 21 cm Mörser 16 з 8300 пострілами.

#### Використання у фінський армії
Під час Зимової війни Фінляндія купила чотири 21 cm Mörser 16 з 800-ми пострілами, що були свого часу продані Німеччиною Швеції, але застосувати, через відсутність тягачів, не встигла. Підготовка обслуги здійснювалася шведськими інструкторами у місті Вааса. У квітні 1940 шведський персонал повернувся додому і мортири були законсервовані. В червні 1941 три з чотирьох артсистем було направлено до резерву фінського командування.
Вперше три мортири, переважно по точковим цілям, були застосовані фінською армією проти РСЧА під час Війни Продовження підтримуючи 19 фінську дивізію. У серпні 1941 вони були відправлені до Карельського перешийку, де підтримують 10-ту дивізію вогнем по радянським дзотам. Протягом бойових дій мортири використовувалися і в інших місцях, зокрема, наприкінці війни, прикриваючи відступ військ та евакуацію цивільних осіб. Останній постріл було здійснено під час боїв в Йломантсі у липні — серпні 1944. Фінські солдати вважали мортиру дуже ефективною, але надважкою в обслуговуванні та транспортуванні. Всього під час бойових дій було здійснено 1409 пострілів. Після війни артсистеми знову було законсервовано для можливого військового використання, та остаточно їх зняли з озброєння в кінці 1960-х.

### Виноски
1. ↑  У бойовому положенні.
2. ↑  Обслуга[3] — команда, що застосовує в бойових умовах та обслуговує артилерійську зброю. Також використовується і термін — «Прислуга».
3. ↑  Бетонобійний снаряд — боєприпас, призначений для руйнування залізобетонних довготривалих фортифікаційних споруд.
4. ↑  Дзот, рос. абревіатура — деревоземляна вогнева точка. Зазвичай споруджувався, як укріплена зрубом, або дошками, не повністю заглиблена землянка, що перекривається склепінням з колод. Зверху дзот покривається ґрунтовою засипкою та маскується під навколишню місцевість. На даху обладнується повітропровід для відведення порохових газів і вентиляції. З боку, зверненого до супротивника, влаштовується амбразура для ведення вогню.